# سوسن روزنباخ
سوسن روزِنْبَاخ هي نوع من جنس السوسن. إنه بصلة معمرة من آسية الوسطى في طَجِكستان وأفغانستان. لها أوراق خضراء متوسطة طويلة وشاق زهرة قصير وأزهار معطرة حلوة في أوائل الربيع بظلال من اللون الأرجواني.